# Rade Bogdanović
Rade Bogdanović (Servisch: Раде Богдановић) (Sarajevo, 21 mei 1970) is een Servisch voormalige voetballer (aanvaller).

## Carrière

### Joegoslavië
Bogdanović begon zijn carrière bij Zeljeznicar Sarajevo. Zijn debuut voor deze club, spelend in de Joegoslavische competitie, was in het seizoen 1987/88. De spits speelde vijf jaar voor de club uit Sarajevo, hij was echter nooit een vaste basisspeler en speelde de meeste van zijn wedstrijden als invaller. In het seizoen 1991/1992, het laatste seizoen van Bogdanović bij Zeljeznicar, stapte de club na 17 wedstrijden uit de competitie door het oorlogsgeweld in het voormalig Joegoslavië.

### Zuid-Korea & Japan
Na een half jaar niet professioneel te hebben gevoetbald, maakte Bogdanović in de zomer van 1992 de overstap naar de Pohang Steelers uit Zuid-Korea. In de K-League groeide hij uit tot een vaste waarde en een regelmatig scorende spits. In vijf jaar tijd wist Bogdanović met de Pohang Steelers geen nationaal kampioen te worden, wel won hij diverse andere prijzen. De AFC Champions League was de meest belangrijke prijs die binnengehaald werd, dit gebeurde in het laatste seizoen van Bogdanović bij de Koreaanse club. In 1997 verliet de Servische spits Zuid-Korea en speelde hij één jaar voor het Japanse JEF United.

### Spanje en Nederland
Bogdanović keerde in de zomer van 1997 hij terug naar Europa. Zijn landgenoot Radomir Antić zorgde als trainer van Atlético Madrid dat Bogdanović een contract kon tekenen in Spanje. Ondanks redelijk goed presteren van de aanvaller in de Primera División, besloot de clubleiding van Atlético Bogdanović vanaf de winterstop te verhuren aan NAC. Met deze Nederlandse club wist Bogdanović kwalificatie voor de Intertoto Cup te bewerkstelligen. Omdat Atlético inmiddels te kennen had gegeven voor het aankomende seizoen niet met de Serviër verder te willen, werkte de speler een onsuccesvolle stage af bij Ajax.

### Duitsland & V.A.E.
Het volgende avontuur bracht Bogdanović naar de Duitse Bundesliga, Werder Bremen kocht hem voor 1.5 miljoen euro weg bij Atlético. Uiteindelijk zou Bogdanović vier seizoenen spelen bij de Duitse club. Veelal als invaller, maar in 1999 kon hij toch een prijs bijschrijven; de DFB-Pokal werd gewonnen. De aanvaller plakte er nog een vijfde jaar aan vast in Duitsland, één jaar speelde hij voor Arminia Bielefeld in de tweede Bundesliga.
Bogdanović besloot nog een laatste maal zijn koffers te pakken en ging naar de Verenigde Arabische Emiraten. Hij speelde één seizoen voor Al-Wahda FC, waarna hij zijn carrière afsloot.

## Nationaal elftal
Bogdanović kreeg halverwege de jaren negentig een uitnodiging om te spelen voor het nationale elftal van Bosnië, maar hij bedankte hiervoor. De aanvaller speelde tijdens zijn lange carrière uiteindelijk drie wedstrijden als international van Joegoslavië. Hij wist tweemaal te scoren in deze drie wedstrijden, welke alle werden gemaakt tijdens vriendschappelijke wedstrijden in de Korea Cup van 1997.

## Statistieken
| seizoen | club                 | land                         | competitie          | wed. | goals |
| ------- | -------------------- | ---------------------------- | ------------------- | ---- | ----- |
| 1987/88 | Zeljeznicar Sarajevo | Joegoslavië                  | Prva Liga           | 13   | 2     |
| 1988/89 | Zeljeznicar Sarajevo | Joegoslavië                  | Prva Liga           | 20   | 1     |
| 1989/90 | Zeljeznicar Sarajevo | Joegoslavië                  | Prva Liga           | 10   | 1     |
| 1990/91 | Zeljeznicar Sarajevo | Joegoslavië                  | Prva Liga           | 19   | 0     |
| 1991/92 | Zeljeznicar Sarajevo | Joegoslavië                  | Prva Liga           | 17   | 0     |
| 1992/93 | Pohang Steelers      | Zuid-Korea                   | K-League            | 17   | 3     |
| 1993/94 | Pohang Steelers      | Zuid-Korea                   | K-League            | 27   | 9     |
| 1994/95 | Pohang Steelers      | Zuid-Korea                   | K-League            | 33   | 22    |
| 1995/96 | Pohang Steelers      | Zuid-Korea                   | K-League            | 31   | 8     |
| 1996/97 | Pohang Steelers      | Zuid-Korea                   | K-League            | 39   | 13    |
| 1997    | JEF United           | Japan                        | J-League            | 22   | 16    |
| 1997/98 | Atlético Madrid      | Spanje                       | Primera División    | 14   | 6     |
| 1997/98 | NAC (huur)           | Nederland                    | Eredivisie          | 13   | 6     |
| 1998/99 | Werder Bremen        | Duitsland                    | Bundesliga          | 23   | 8     |
| 1999/00 | Werder Bremen        | Duitsland                    | Bundesliga          | 22   | 4     |
| 2000/01 | Werder Bremen        | Duitsland                    | Bundesliga          | 11   | 3     |
| 2001/02 | Werder Bremen        | Duitsland                    | Bundesliga          | 0    | 0     |
| 2002/03 | Arminia Bielefeld    | Duitsland                    | 2.Bundesliga        | 19   | 0     |
| 2003/04 | Al-Wahda FC          | Verenigde Arabische Emiraten | UAE Football League | 11   | 3     |
| Totaal  |                      |                              |                     | 361  | 105   |

## Erelijst
- Winnaar Adidas Cup: 1993
- Winnaar FA Cup Zuid-Korea: 1996
- Winnaar League Cup Zuid-Korea: 1997
- Winnaar AFC Champions League: 1997
- Winnaar DFB-Pokal: 1999